# Distretto di Kascjukovičy
Il distretto di Kascjukovičy (in bielorusso Касцюковіцкі раён?) è un distretto (raën) della Bielorussia appartenente alla regione di Mahilëŭ.